# 蔣錫寶
蔣錫寶（1809年—1859年），字伯申，號崧生，江蘇蘇州府元和縣人，清朝淮安府儒學教授。

## 生平
蔣錫寶來自蘇州婁關蔣氏家族，為蔣燦裔孫。曾祖蔣重光為著名藏書家；祖父蔣曾榮為試用訓導，署陽湖縣儒學訓導；伯父蔣元封；父蔣元甄為蔣曾榮第六子，蘇州府庠生。母為兩浙鹽運司副使徐賡雲女。
蔣錫寶為蔣元甄長子，元和庠生，道光十九年（1839年）己亥科江南鄉試經魁，二十四年（1844年）甲辰科二甲進士。銓選知縣，改選淮安府儒學教授。加授內閣中書銜，授文林郎。蔣錫寶著有《散天香館文集》。

## 家庭
夫人為葉肇泰女，有二子：長子蔣廷皋（原名蔣清襄，字采臣，1832-1899）為太學生，任永定河北岸通判、署石景山同知、永定河南岸同知，著有《詅癡集》、《永定河續志》（與朱其詔合纂）及《荒政便覽》(李朝儀作序），《道咸同光四朝詩史》輯有其詩。光緒二十五年（1899年）蔣廷皋在搶護河堤時受傷身故，贈太僕寺卿。次子蔣清翊出嗣叔父蔣錫璜為後，為錢寳琛女婿，著有《王子安集註》、《緯學源流興廢攷》、《任彥升集註》等。
蔣清翊在淮安舊居“雙唐碑蔣公館”，位於淮安區稱娘橋以北、東長街以東一帶。1945年末“雙十協定”簽訂後，中共中央曾設想遷移總部至淮安，蔣氏公館曾選為中共中央總部辦公與居住場所之一。現僅存一棵三百年樹齡古紫藤樹，建有“古藤園”小型街心公園以保護與紀念。